# Preludio op. 28 n. 15 (Chopin)
Il Preludio op. 28 n. 15 è una composizione per pianoforte di Fryderyk Chopin, scritta come il resto dell'op. 28 fra il 1831 e il 1838. È conosciuto anche con il titolo apocrifo de La goccia d'acqua a causa del particolare effetto onomatopeico dato dal continuo risuonare in ostinato delle stesse note, Sol diesis e La bemolle.

Pare che il titolo descrittivo fosse stato dato da George Sand proprio perché ricordava il cadere monotono di una goccia di pioggia, suscitando le proteste di Chopin che trovava puerile questa analogia.

## Struttura
Questo preludio evoca la forma del notturno, sia per il carattere sia per l'articolarsi formale: due sezioni contrastanti (una prima lirica e una seconda drammatica) con una ripresa finale della prima (A-B-A).
Prima sezione. La prima parte (A) ha un tono semplice e cantabile, dal tema lineare e malinconico appena increspato dal ribattere della mano sinistra. La mano destra delinea la melodia con libertà espressiva creando un effetto rubato. Successivamente l'incedere si appesantisce e giungono segnali di turbamento dando inizio alla seconda parte (B).
Seconda sezione. Come in un percorso a ritroso dalla realtà al sogno le figure, da chiare e distinte, nella seconda parte si fanno progressivamente più sfumate e perdono i contorni. La ripetizione della nota ribattuta, già caratterizzante della prima parte, diviene ora sempre più incalzante e ossessiva; l'atmosfera, in pieno contrasto con la prima parte, si fa dolorosa passando anche dal piano al fortissimo. La musica perde direzionalità e si entra in uno stato di quasi allucinazione. Solo alla fine le tinte si rischiarano portando alla ripresa (A') e quindi al finale.
Ripresa. Nell'ultima parte ritorna, seppur abbreviata, la chiara cantabilità iniziale ma, nella ritrovata serenità permane tuttavia, nell'impressione del ricordo passato, un senso di irrequietezza latente. Nella coda la sonorità penetrante e acuta, scendendo dall'alto e disfacendosi, lascia intorno a sé come un'eco di note. Alla fine si placa ogni ansia e la quiete sopraggiunge dopo il turbamento che aveva rapito l'immaginazione.